# Alexander I av Skottland
Alexander I av Skottland (gaeliska: Alaxandair mac Maíl Choluim), född cirka 1078, död 23 april 1124, son till Malcolm III av Skottland, var kung av Skottland 1107-1124.
Alexander efterträdde sin bror Edgar. Han ingick omkring 1110 äktenskap med Sybilla av Normandie, en illegitim dotter till Henrik I av England och gifte sig därmed med sin systers styvdotter. Äktenskapet förblev barnlöst till hennes död 1122, och han gifte inte om sig senare. Alexander hade dock en utomäktenskaplig son, Máel Coluim mac Alaxandair (medeliriska för Malcolm Alexandersson).
Fast Alexander sades vara en from regent har han också i historien fått tillmälet The Fierce, "Den vildsinte", för sina skärmytslingar med olika skotska klanhövdingar.
Alexander dog hemma i sitt hov i Stirling 1124 och efterträddes av sin bror David.